# Scalloway
Scalloway es una localidad situada en isla Mainland en el concejo de Islas Shetland, en Escocia (Reino Unido), con una población estimada a mediados de 2019 de 1210 habitantes. Se encuentra a 8 km de Lerwick. Scalloway es un puerto. Hasta 1708 fue la capital de las Islas Shetland.